# Геј (Џорџија)
Геј (енгл. Gay) град је у америчкој савезној држави Џорџија. По попису становништва из 2010. у њему је живело 89 становника.

## Демографија
Према попису становништва из 2010. у граду је живело 89 становника, што је 60 (40,3%) становника мање него 2000. године.
| Група             | 2000.      | 2010.      |
| Белци             | 84 (56,4%) | 72 (80,9%) |
| Афроамериканци    | 65 (43,6%) | 15 (16,9%) |
| Азијати           | 0 (0,0%)   | 0 (0,0%)   |
| Хиспаноамериканци | 0 (0,0%)   | 2 (2,2%)   |
| Укупно            | 149        | 89         |